# جون إتش. نوبل
جون إتش. نوبل (بالألمانية: John H. Noble) (و. 1923 – 2007 م) هو اقتصادي، ومؤلف، وكاتب من ألمانيا، والولايات المتحدة، ولد في ديترويت، توفي في درسدن، عن عمر يناهز 84 عاماً، بسبب نوبة قلبية.